# Dcery svatého Pavla

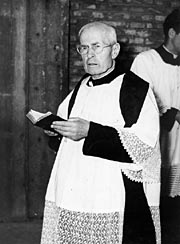
Jakub Alberione

Dcery svatého Pavla, celým názvem Zbožná společnost Dcer svatého Pavla (latinsky: Pia Societas Filiarum Sancti Pauli ), nazývané též paulínky, zkratka FSP, je římskokatolická řeholní kongregace, založená blahoslaveným Jakubem Alberione (1884–1971) v severní Itálii roku 1915. V současnosti sestry působí v 52 zemích. Do České republiky přišly na pozvání kardinála Miloslava Vlka roku 1993. Posláním Dcer svatého Pavla je prožívat své řeholní zasvěcení a apoštolsky působit v oblasti všech sdělovacích prostředků. Tisk, rádio, televize, veškeré audiovizuální nosiče, internet a všechny analogové sdělovací prostředky i digitální média představují pro paulínky prostředky k hlásání evangelia. Úsilí a čas věnovaný této práci je pro ně cestou k osobní svatosti. Nepostradatelným vzorem a duchovním inspirátorem jejich spirituality je apoštol Pavel, a to nejen pro svou neúnavnou misijní horlivost, ale zejména pro svůj vztah ke Kristu. Koncem roku 2005 kongregace čítala 2566 sester v 249 domech.
Kongregace Dcer svatého Pavla je součástí tzv. Paulínské rodiny, do níž patří mužská řeholní kongregace se stejným zaměřením, další 3 ženské kongregace (každá se specifickým zaměřením), 4 sekulární instituty (pro svobodné muže, pro svobodné ženy, pro manželské páry a pro diecézní kněze) a jedno laické sdružení.

## Vznik a rozvoj

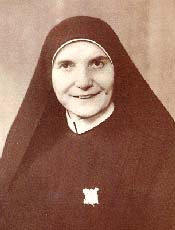
Teresa Merlová

Jakub Alberione již jako seminarista vnímal, že nová doba potřebuje nové prostředky apoštolátu a že stále širší možnosti tisku a sdělovacích prostředků otevírají hlásání evangelia nové horizonty. Když byl Jakub Alberione vysvěcen na kněze, jeho touha hlásat evangelium těmi nejnovějšími sdělovacími prostředky začala nabývat konkrétní podoby. V roce 1914 kolem sebe shromáždil skupinu chlapců a začal je duchovně i prakticky připravovat na neobvyklé poslání, takže již brzy zahájily činnost vydavatelství a malé tiskárny.
Již o rok později pověřil obdobným posláním i několik mladých dívek a začal je formovat k řeholnímu životu. Této skupince zasvěcených žen začali lidé velmi brzy spontánně říkat Dcery svatého Pavla. V roce 1953 se nová kongregace schvalovacím dekretem papeže Pia XII. stala kongregací papežského práva. Mezi prvními Dcerami svatého Pavla pro svou duchovní hloubku zvlášť vynikala Teresa Merlová, řeholním jménem sestra Tekla (1894–1964), která od začátku až do své smrti zastávala funkci generální představené. Velmi dobře porozuměla intuicím zakladatele a dovedla je zprostředkovávat svým spolusestrám, a proto je považována za spoluzakladatelku kongregace.

## Organizační struktura
Institut vede generální představená, která se svou generální radou (6 sester z různých zemí) sídlí v Římě. Kongregace je rozdělena na provincie a menší delegatury. Pražská komunita vytváří delegaturu spolu s komunitami v Německu a v Polsku.

## Činnost
V České republice sestry provozují nakladatelství známé pod značkou Paulínky. V Praze mají též stejnojmenné knihkupectví. Věnují se tedy všem činnostem, které souvisí s nakladatelskou a knihkupeckou prací, s produkcí audiovizuálních nosičů či s provozem internetových stránek. Pro Dcery svatého Pavla však tato činnost není pouhou firemní agendou, zaměstnáním, které jim přináší finanční zisky, ale je především apoštolskou aktivitou, připojením se k poslání apoštolů při hlásání Ježíše Krista a jeho království. Tento svůj apoštolát (jak jinak nazývají svou činnost) se snaží neustále prožívat ve světle kontemplace a modlitby.

## Řeholní oděv
V České republice je řeholní oděv Dcer svatého Pavla tvořen modrou sukní s vestičkou a světlou halenkou. Charakteristickým znakem všech paulínek na celém světě je přívěsek na krku, který dostávají při složení prvních slibů. Je ve tvaru stejnoramenného kříže. Jeho horizontální rameno tvoří otevřená kniha Písma a vertikální rameno představuje stožár vysílací stanice jako symbol sdělovacích prostředků. Rubová strana kříže nese vyobrazení apoštola Pavla s latinským nápisem „secundum evangelium meum“ („podle mého evangelia“).